# فيليس كرين
فيليس كرين هي ممثلة كندية، ولدت في 7 أغسطس 1912 في كالغاري في كندا، وتوفيت في 12 أكتوبر 1982 في نيويورك في الولايات المتحدة بسبب سرطان.

## وصلات خارجية
- فيليس كرين على موقع IMDb (الإنجليزية)
- فيليس كرين على موقع أول موفي (الإنجليزية)
- فيليس كرين على موقع قاعدة بيانات الفيلم (الإنجليزية)
- فيليس كرين على موقع كينوبويسك (الروسية)